# Christian Coudray
Christian Charles Coudray (Rouen, 7 dicembre 1908 – Libia, 15 giugno 1941) è stato un militare e aviatore francese, particolarmente distintosi nel corso della seconda guerra mondiale. Decorato con la Médaille militaire, l'Ordre de la Libération e la Croix de guerre 1939-1945.

## Biografia
Nacque il 7 dicembre 1908 a Rouen, nel dipartimento della Senna Marittima, figlio di Jules Mathurin Marie e di Charlotte Léonie Maria Gens. Entrò nell'Aéronautique Militaire come allievo meccanico il 27 novembre del 1928 e cinque anni dopo fu promosso allievo pilota da caccia.  Nel 1933, intraprese l'addestramento da caccia presso la Scuola di pilotaggio di Étampes.
Il 1 aprile 1934 fu promosso sergente e il 1 aprile 1937 sergente maggiore. Le 26 gennaio 1939, in forza al  Groupe de Chasse GC.I/7, lasciò la base aerea di Digione per raggiungere, via mare, la base aerea 157 di Tunisi-El-Aouina, in  Tunisia. Il GC.I/7, equipaggiato con i caccia Morane-Saulnier MS.406, andò a costituire la Escadre de Marche d’Afrique du Nord insieme ad elementi provenienti dal Groupe de Chasse GC.I/6 arrivati dalla Francia. Il 1 marzo 1939 fu promosso maresciallo.
Con la dichiarazione di guerra alla Germania nazista, avvenuta il 3 settembre 1939, il GC I/7 lasciò la Tunisia e si posizionò sulla base aerea di Algeri-Maison-Blanche, in Algeria. Le 20 gennaio 1940 il personale del GC I/7 si imbarcò ad Algeri raggiungendo il territorio metropolitano, sbarcando a Marsiglia e arrivando poi alla base aerea di  Marignane per ricevere degli MS.406 nuovi rimpiazzando quelli lasciati in Africa del Nord. L'unità parti poi via mare per il Levante francese, arrivando sulla base aerea di Rayak, in Libano, assegnato alle  Forces aériennes du Groupement mobile du Levant. I caccia MS.406 furono inviati a bordo della porta idrovolanti Commandant Teste. Il 23 febbraio il personale arrivò a Beirut, e poi il GC1/7 raggiunse Rayak, nella valle della Beqa', il 6 marzo successivo. Il 23 giugno 1940, fu messo a disposizione della Royal Air Force e trasferito a Ismailia in Egitto in una pattuglia di tre MS.406 pilotati da lui stesso, dal maresciallo André Ballatore e dal tenente Antoine Péronne. Dopo la firma dell'armistizio del 22 giugno 1940, i tre uomini, cui si aggiunse il capitano Paul Jacquier, rifiutarono di tornare alla loro base francese, e si arruolarono nella Royal Air Force con il loro grado. Lui e i suoi due compagni furono quindi assegnati alla No.2 French Fighter Flight al comando del capitano Jacquier,  quando fu creato l'8 luglio 1940. Nell'agosto successivo tale unità fu assegnata allo No.274 RAF Squadron che si occupò principalmente di missioni di attacco al suolo e di copertura per la flotta alleata.
Partecipò alla difesa aerea del porto di Alessandria d'Egitto e alla protezione della Mediterranean Fleet durante le missioni di bombardamento di Bardia. Alla fine di agosto, l'unità fu incaricata della difesa di Haifa.
Nel marzo 1941, in seguito all'ispezione compiuta in Egitto dal generale Charles de Gaulle, il personale francese fu sciolto dal suo impegno con la RAF e incorporato nel comando delle Forces aériennes françaises libres (FAFL).
Durante l'evacuazione della truppe alleate da Creta, prese parte a diverse missioni di copertura nel Mediterraneo.
Il suo Hawker Hurricane Mk.I fu abbattuto a circa 20 km a ovest di Sidi el Barrani il 15 giugno 1941, primo giorno dell'inizio della Operazione Battleaxe, e il suo corpo non fu mai ritrovato. Secondo alcune fonti, gravemente ferito, fu catturato dagli italiani e inviato in un ospedale in Germania, dove morì per le ferite riportate il 19 luglio 1941.